# 四谷

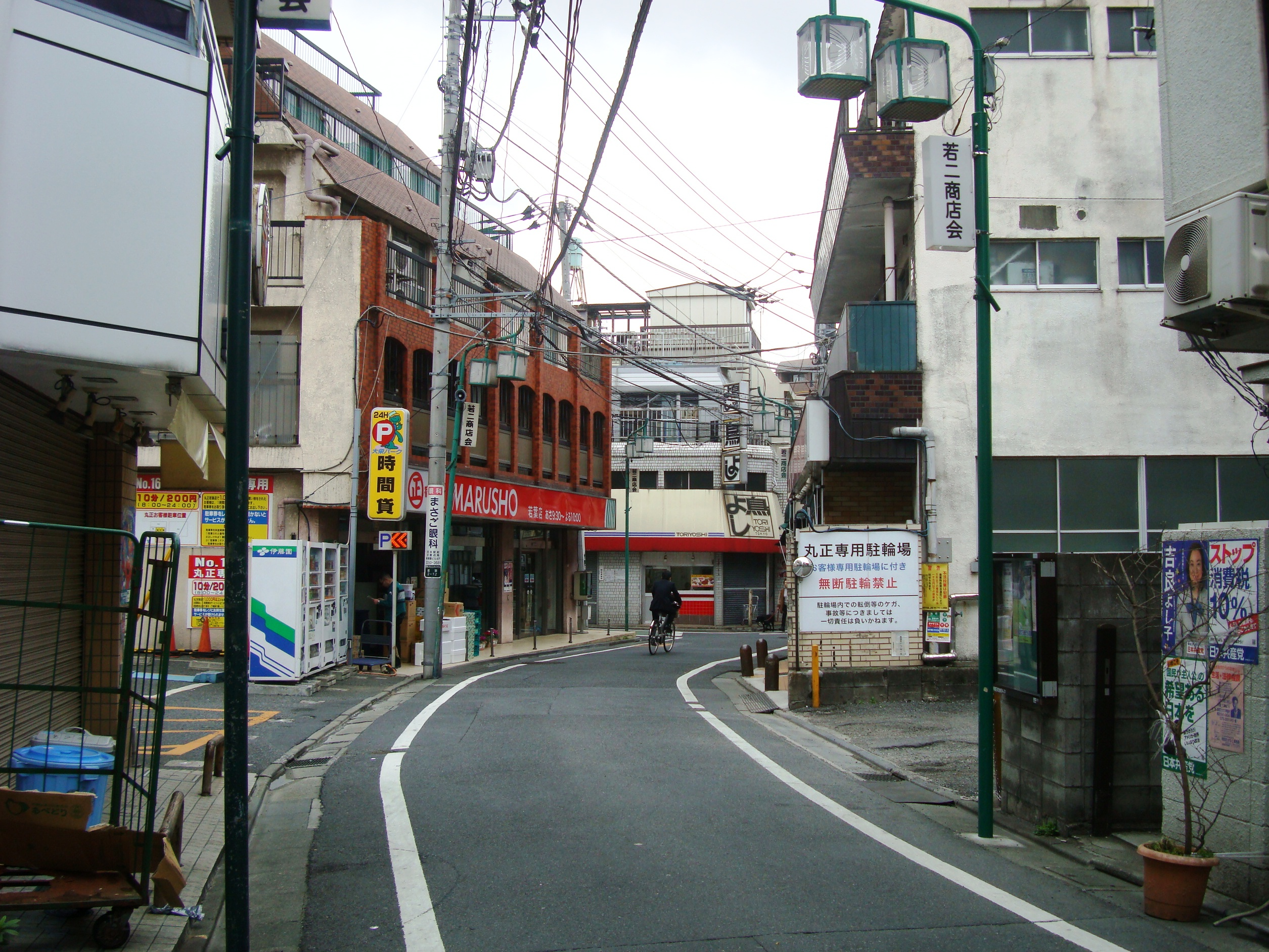
四谷

四谷（日语：／ Yotsuya */?）是日本東京都新宿區的一個地區、町名。町名記為四谷，站名以、為表記。

## 四谷（地區）

### 概要
町名的「四谷」，日文記作「四谷」。四谷車站周邊地區的廣義「四谷」，日文記作「四ツ谷」、「四ッ谷」。
從前有以此區為中心的行政區（四谷區）。（四谷區為舊東京府15區之一，舊東京市15區之一，後35區之一。1947年新宿區成立後取消）

### 地理
今日的四谷地區已沒有明確界線，大致上為新宿區建立前的舊四谷區域－新宿地區與明治神宮外苑一帶的地區（靖國通（北）、JR線（東南）、外苑西通（西）包圍的地區及周邊）之總稱。
町名上之四谷包括四谷一丁目至四谷四丁目（JR四谷站至四谷四丁目交差點一段之新宿通沿線地區）。
新宿區内之牛込、新宿地區、千代田區麴町地區、港區元赤坂鄰接之處，東京新大谷飯店與東宮御所、迎賓館、新宿御苑、明治神宮外苑皆位於此地附近。
1829年編纂的『御府内備考』中記載，過去的舊四谷區域是包含江戶城外堀以西的廣大郊區（內藤新宿、大久保、柏木、中野）的總稱。除此之外，麴町區紀尾井町（現在千代田區麴町五丁目、上智大學南邊）曾有「四谷稅務署」（至少存在在1910年至1940年的30年間）。因此、四谷地區隨著時代演變一直在變化。

#### 江戶時代的四谷冠稱町名
- 四谷傳馬町一丁目
- 四谷傳馬町新一丁目
- 四谷傳馬町二丁目
- 四谷傳馬町三丁目
- 四谷鹽町一丁目
- 四谷鹽町二丁目
- 四谷鹽町三丁目
- 四谷坂町
- 四谷御箪笥町
- 四谷了學寺門前
- 四谷伊賀町
- 四谷忍町
- 四谷仲町
- 四谷戒行寺門前
- 四谷西念寺門前
- 四谷安樂寺門前
- 四谷愛染院門前
- 四谷東福寺門前
- 四谷長安寺門前
- 四谷理性寺門前
- 四谷東長寺門前
- 四谷太宗寺門前
- 四谷天龍寺門前
- 四谷長延寺門前
- 四谷西方寺門前

#### 舊四谷區域與町名沿革
- 1878年11月2日：郡區町村編制法（日语：郡区町村編制法）施行。東京府内劃分為15區6郡，作為15區之一的四谷區町域如下：

- 愛住町
- 荒木町
- 甲賀町
- 右京町
- 尾張町
- 北伊賀町
- 坂町
- 鮫河橋谷町（後谷町）一 - 二丁目
- 左門町
- 鹽町一 - 三丁目

- 忍町
- 新堀江町
- 須賀町
- 千駄谷大番町
- 千駄谷仲町一 - 二丁目
- 千駄谷町一 - 三丁目
- 箪笥町
- 寺町
- 傳馬町一 - 三丁目
- 傳馬町新一丁目

- 永住町
- 仲町一 - 三丁目
- 西信濃町
- 東信濃町
- 平長町
- 舟町
- 南伊賀町
- 南寺町
- 元鮫河橋町（後元町）
- 元鮫河橋南町（後南町）

- 1879年4月：與牛込區邊界重劃。七軒町編入四谷區。
- 1879年4月22日：與南豐島郡千駄谷村邊界重劃。以下町域脫離四谷區。
  - 甲賀町
  - 千駄谷大番町
  - 千駄谷仲町一 - 二丁目
  - 千駄谷町一 - 三丁目
  - 西信濃町
- 1880年9月27日：
  - 與牛込區邊界重劃，牛込區本村町部分地區與片町全區編入四谷區。
  - 與麴町區邊界重劃。麴町十一 - 十三丁目編入四谷區。
- 1889年5月1日：
  - 東京府内實施市制、町村制，成立東京市。四谷區等15區屬東京市。
  - 南豊島郡千駄谷村部分地區編入東京市。四谷區域町域重劃，新設町名如下。（這次編入地區與1879年に四谷區脫離地區大致上相同。）
  - 新町名（舊字名）
    - 大番町（千駄谷村字大番町、字池尻）
    - 霞岳町（千駄谷村字霞岳、字川向、字甲賀町）
    - 西信濃町（千駄谷村字西信濃町、字火藥庫前）
- 1891年3月18日：豐多摩郡內藤新宿町（日语：内藤新宿町）部分地區編入東京市。以下町域變更。
  - 新町名（舊町名）
    - 內藤町（內藤新宿町大字內藤新宿一丁目）
    - 永住町（內藤新宿町大字內藤新宿北町與四谷區永住町）
- 1920年：豐多摩郡內藤新宿町全區編入東京市。四谷區域町域重劃，新設町名如下。
  - 新町名（舊町名）
    - 旭町（內藤新宿町大字內藤新宿南町）
    - 三光町（內藤新宿町大字內藤新宿北裏町）
    - 新宿一丁目（內藤新宿町大字內藤新宿一丁目、大字內藤新宿北裏町字二十五騎）
    - 新宿二丁目（內藤新宿町大字內藤新宿二丁目、大字內藤新宿二丁目字二丁目裏、大字內藤新宿一丁目、大字內藤新宿北町）
    - 新宿三丁目（內藤新宿町大字內藤新宿三丁目、大字內藤新宿添地町）
    - 花園町（內藤新宿町大字內藤新宿北裏町字二十五騎）
    - 番眾町（內藤新宿町大字內藤新宿番眾町、大字內藤新宿北裏町字二十五騎）
- 1943年：四谷區内町名町域重劃。（以下僅列舉町名變更部分。）
  - 新町名（舊町名）
    - 三榮町（箪笥町、北伊賀町、新堀江町）
    - 信濃町（東信濃町、西信濃町、平長町）
    - 須賀町（須賀町、南寺町）
    - 大京町（右京町、大番町）
    - 本鹽町（本村町、七軒町、鹽町一丁目）
    - 南元町（元町、南町）
    - 四谷一丁目（尾張町、麴町十一丁目、麴町十二丁目、傳馬町一丁目、仲町一丁目）
    - 四谷二丁目（麴町十三丁目、傳馬町新一丁目、傳馬町二丁目）
    - 四谷三丁目（傳馬町三丁目、忍町、鹽町二丁目）
    - 四谷四丁目（鹽町三丁目、永住町）
    - 若葉一丁目（南伊賀町、仲町二丁目、仲町三丁目）
    - 若葉二丁目（寺町、谷町二丁目）
    - 若葉三丁目（谷町一丁目）
    - 霞岳町（霞岳町、西信濃町、大番町）
- 1952年12月1日：旭町變更為新宿四丁目。
- 1973年1月1日：新宿地區實施住居表示（日语：住居表示）。
  - 住居表示新町名（舊町名）
    - 新宿一丁目（花園町全區、新宿一丁目部分地區）
    - 新宿二丁目（新宿一丁目部分地區、新宿二丁目部分地區）
    - 新宿三丁目（新宿二丁目部分地區、新宿三丁目全區、其他舊淀橋區域）
    - 新宿四丁目（新宿四丁目全區）
- 1978年7月1日：新宿地區實施住居表示。
  - 住居表示新町名（舊町名）
    - 歌舞伎町一丁目（三光町部分地區、其他舊淀橋区域）
    - 新宿五丁目（番眾町全區、三光町部分地區、其他舊淀橋区域）
- 2003年9月29日：霞丘町實施住居表示。
  - 住居表示新町名（舊町名）
    - 霞丘町（霞岳町大部分、南元町部分地區）

### 歷史
江戶時代以前，這裡稱作「潮踏の里」（しおふみのさと）、「潮干の里」（しおほしのさと）或「よつやの原」（よつやのはら）等。江戶時代屬內藤新宿町。
地名（よつや）最早出現在1590年（天正18年）內藤清成的『天正日記』。內藤清成派遣角筈村的關野五郎兵衛來此地調查，別名「よつや五郎兵衛」。「よつや」意義不明。之後德川家康在設置甲州街道與青梅街道時設立關所四谷大木戶（現在的四谷四丁目交差點附近），這是第一次地名出現「四谷」。
1634年，江戶城西北方設置外堀，麴町地區的寺社群移至四谷地區。須賀町、若葉二丁目（過去的寺町、南寺町）一帶因這次集體遷移而增加許多寺院。外堀於1636年完成，設有見附（用於警備的城門）。今日JR四谷站附近可見到四谷見附遺跡（千代田區六番町）。
寺院的移轉與見附的設置，讓四谷地區逐漸繁榮。再加上1657年毀掉到江戶三分之二市街的明曆大火讓許多人移往外堀周邊定居，四谷地區逐漸從郊區變為市區。
1894年、甲武鐵道（現在的JR中央線）四谷站與信濃町站開業。鐵道的開通讓原料與商品的輸送更加便利，包括真崎鉛筆（三菱鉛筆前身）、岩井商會與村井商會等四谷地區製造業快速發展。

#### 地名由來
主要有兩種說法。
一是此地有梅屋、木屋（久保屋）、茶屋、布屋4間茶屋而稱為「四ツ屋（四ツ家）」，但這四間茶屋是在元和時代才出現，「よつや」的名稱在此之前就已存在。
二是千日谷、茗荷谷、千駄谷、大上谷（也有一說是四谷指紅葉川溪谷、鮫河谷、澀谷川溪谷、蟹川溪谷）稱為四谷，但無法解釋為何是這四個谷，也無法解釋地名出現的時間點。

### 文化

#### 以四谷為舞台的作品
- 「四谷怪談」：鶴屋南北作
- 「貞操問答（日语：貞操問答）」：菊池寛的小說
- 「劍客生涯」：池波正太郎的小說

#### 舊四谷區域的史蹟、遺址、文化財
- 愛染院（若葉二丁目）
  - 高松喜六之墓
  - 塙保己一之墓
- 一行院（南元町）
  - 墓地出土品
  - 板碑
- 西應寺（須賀町）
  - 榊原鍵吉之墓
- 西念寺（若葉二丁目）
  - 服部半藏之墓
  - 服部半蔵之槍
  - 岡崎三郎信康供養塔
- 三遊亭圓朝舊居（新宿一丁目）
- 椎木（霞丘町、明治神宮外苑内）：樹齡約300 - 400年。天然紀念物。新宿區内樹齡最高齡。
- 須賀神社（須賀町）
  - 三十六歌仙繪
- 成覺寺（日语：成覚寺）（新宿二丁目）
  - 旭地藏
  - 子供合埋碑
  - 戀川春町之墓
  - 塚本明毅之墓
- 正受院（日语：正受院）（新宿二丁目）
  - 奪衣婆像
  - 梵鐘
- 全勝寺（舟町）
  - 山縣大貳之墓
- 宗福寺（須賀町）
  - 源清麿之墓
- 太宗寺（日语：太宗寺）（新宿二丁目）
  - 內藤正勝（日语：内藤正勝 (安房勝山藩主)）之墓
  - 感無量壽經曼荼羅
  - 三日月不動像
  - 墓地出土品
  - 閻魔像
  - 奪衣婆像
  - 切支丹燈籠
  - 銅造地藏菩薩坐像（江戶六地藏（日语：江戸六地蔵））
- 多武峰內藤神社（內藤町）
  - 駿馬塚之碑
- 玉川上水紀念碑（內藤町）
- 田宮稻荷神社跡（左門町）
- 長善寺（四谷四丁目）
  - 瑪瑙觀音像
- 天龍寺（日语：天龍寺 (新宿区)）（新宿四丁目）
  - 時之鐘（追出しの鐘）
  - 櫓時計（やぐら時計）
- 花園神社（新宿五丁目）
  - 唐獅子像
- 二葉亭四迷舊居（四谷一丁目）
- 本性寺（須賀町）
  - 萩原宗固之墓
- 四谷大木戶遺跡碑（日语：四谷大木戸）（新宿四丁目交差點附近）：1616年設置的出入江戶市街地的檢查所。1792年廢止。
- 林光寺（南元町）
  - 林光寺歷代宗主銘
  - 林光寺文書
  - 高僧先達連座畫像
  - 太子高僧畫像

### 交通
四谷地區主要道路以「田」字型形成。東西走向之道路（北起順序、靖國通、新宿通、首都高速道路4號新宿線），南北走向之道路（東起順序、外堀通、外苑東通、外苑西通）等建設，古時為「交通之要所」。
除道路外，則有「ヲ」字型之鐵道、地下鐵建設，包括靖國通底下之都營地下鐵新宿線，新宿通底下之東京地下鐵丸之內線，外堀通～首都高速4號線新宿線側之JR中央線等。1996年沿外堀通行走的東京地下鐵南北線開通。

#### 交通網整備沿革
- 1894年10月9日：甲武鐵道（現在JR中央線）四谷站・信濃町站開業。
- 1957年6月4日：曙橋（外苑東通上架設的靖國通立體交差橋）完成。
- 1959年3月15日：營團地下鐵（現東京地下鐵）丸之內線四谷站・四谷三丁目站開業。
- 1964年：首都高速道路4號新宿線完成、外苑出入口（霞丘町、JR信濃町站附近）設置。
- 1980年3月16日：東京都營地下鐵新宿線（10號線）曙橋站開業。
- 1996年3月26日：營團地下鐵（現東京地下鐵）南北線四谷站開業。

### 教育
現在舊四谷區域內有5所小學校、1所中學校、2所高等學校、1所大學。
新宿區内的兒童數、學生數比起高峰時（1960年前後）約減少了15 - 20%，因此四谷地區開始進行學校整合。
現存校
- 學習院初等科（日语：学習院初等科）（若葉一丁目）
- 新宿區立花園小學校（新宿一丁目）
- 新宿區立四谷小學校（日语：新宿区立四谷小学校）（四谷二丁目）
- 新宿區立四谷第六小學校（大京町）
- 新宿區立四谷中學校（四谷一丁目）
- 東京都立新宿高等學校（日语：東京都立新宿高等学校）（內藤町）
- 八洲學園高等學校（日语：八洲学園高等学校）新宿會場（新宿二丁目）
- 慶應義塾大學醫學部（信濃町）

### 機關、設施
現存
- 男女性別平等促進中心（ウィズ新宿）（荒木町）
- 三榮町社會教育會館（三榮町）
- 新宿區役所第二分廳舎（新宿五丁目）
- 新宿區立新宿歷史博物館（日语：新宿歴史博物館）（三榮町）
- 新宿區四谷特別出張所（内藤町、四谷區民中心內）
- 新宿區立四谷圖書館（内藤町、四谷區民中心內）
- 新宿一郵便局（新宿一丁目）
- 新宿二郵便局（新宿二丁目）
- 新宿三郵便局（新宿三丁目）
- 新宿花園郵便局（新宿一丁目）
- 東京都消防博物館（四谷三丁目）
- 東京都水道局（日语：東京都水道局）新宿營業所（內藤町、四谷區民中心內）
- 四谷區民中心（內藤町）
- 四谷警察署（左門町）
- 四谷消防署（四谷三丁目）
- 四谷消防署新宿御苑出張所（新宿一丁目）
- 四谷稅務署（三榮町）
- 四谷保健中心（四谷四丁目）
- 四谷站前郵便局（本鹽町）
- 四谷大木戶郵便局（內藤町）
- 四谷通二郵便局（三榮町）
- 四谷郵便局（信濃町）

## 四谷（地名）
東京都新宿區的地名，位於四谷地區內。人口4,426人（2013年8月1日）。
郵遞區號：160-0004。

### 地理
位於四谷地域東部，鄰接千代田區（紀尾井町、麴町、六番町）。

### 教育
學校
- 新宿區立四谷中學校
- 新宿區立四谷小學校（日语：新宿区立四谷小学校）

### 地域
公園
- 四谷見附公園
- 若葉公東園

機關
- 四谷消防署

### 觀光
景點
- 消防博物館
- 東京玩具美術館

史蹟
- 四谷區役所（初代）

### 交通
鐵路
- JR東日本 四谷站（■中央線（快速）■中央線（各停））
- 東京地下鐵 四谷站（○丸之內線○南北線）、四谷三丁目站（○丸之內線）

道路
- 國道20號（甲州街道、新宿通）
- 東京都道319號環狀三號線（日语：東京都道319号環状三号線）（外苑東通）
- 東京都道405號外濠環狀線（外堀通）
- 東京都道414號四谷角筈線
- 東京都道418號北品川四谷線（外苑西通）

## 備註
1. ↑  .   [2013-08-09]. （原始内容存档于2014-08-19）.

## 外部連結
- 新宿區四谷特別出張所